# Jodok
Jodok ist ein männlicher Vorname.

## Bedeutung
Der Name hat seinen Ursprung im Keltischen iud bzw. jud für „Herr“ oder auch „Kämpfer“, „Krieger“.

## Varianten
- Jodokus, Jodocus, Judocus, Judochus, Jodock
- Jobst, Jost, Joost, Jos, Joos, Johs, Johst, Joszt (ungarische Variante)
- Josse, Jocelyn, Jocelyne, Josselin, Josseline, Josquin (frz.)

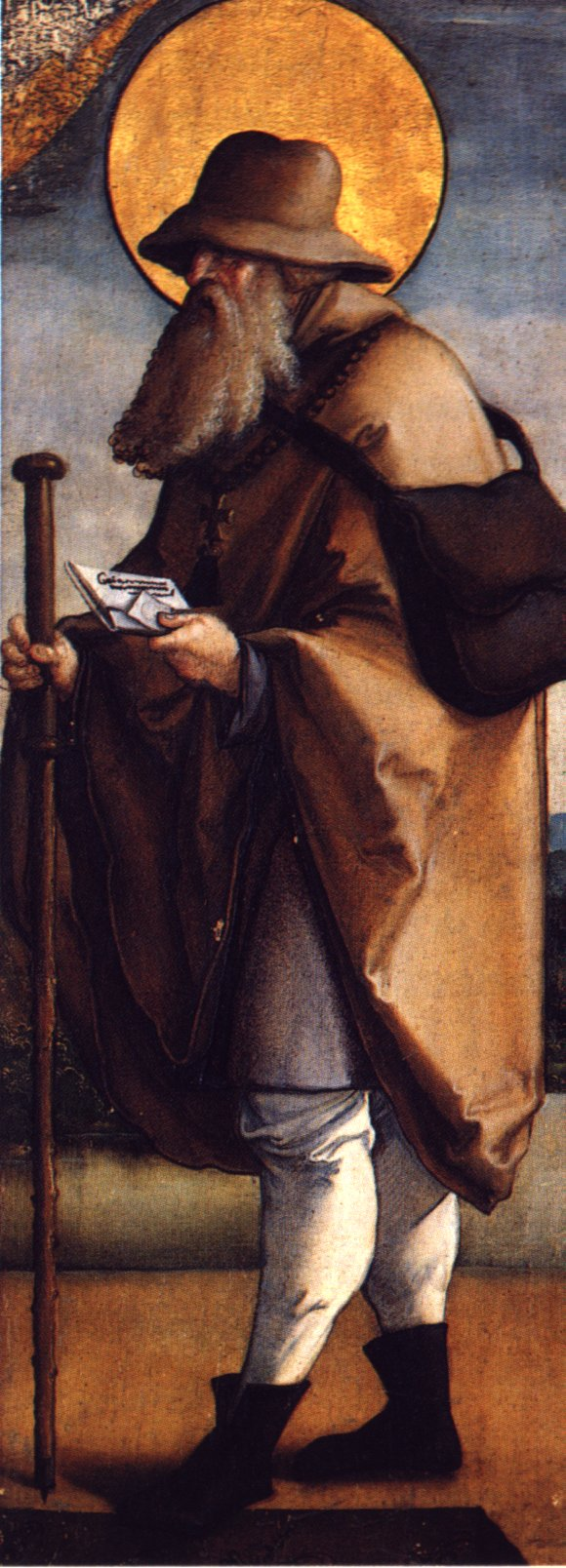
Hl. Jodok (Gemälde des Meisters von Meßkirch)

- Joist, Joyce (engl.)
- Giosch (rätorom.)

## Namenstag
- 13. Dezember (Hl. Jodok)[1]

## Namensträger
- Hl. Jodok (≈600–≈670), bretonischer Einsiedler und Klostergründer
- Jobst von Mähren (1351–1411), römisch-deutscher König
- Jost von Silenen (1435/45–1498), Bischof von Grenoble und Sitten
- Jobst Nikolaus I. (1433–1488), Graf von Hohenzollern
- Jobst von der Recke (* um 1490; † 1567) war Domherr in Münster und Bischof von Dorpat in Livland
- Jobst II. (1520–1581), ab 1557 Herr von Gemen

Form Jodok, Jodokus, Jodocus:
- Jodokus Bernhard von Aufseß (1671–1738), konvertierter Domherr in Bamberg und Würzburg
- Jodocus Badius (1462–1535), flämischer Drucker
- Jodok Bär (1825–1897), österreichischer Arzt, Autor und Heimatforscher
- Jodokus Bruder (1442–1529), Abt der späteren Reichsabtei Ochsenhausen
- Jodocus Caesem († 1664), Priester und Abt des Klosters Marienfeld
- Jodok Dotzinger (* um 1400/1410; † 1468), Steinmetz, Baumeister und Architekt
- Jodocus von Ehrhart (1740–1805), deutscher Mediziner und Stadtphysikus von Memmingen
- Jodok Fink (1853–1929), österreichischer Politiker, Vizekanzler 1919–1920
- Jodocus Heringa Eliza’s zoon (1765–1840), niederländischer reformierter Theologe
- Jodokus Heß (1484–1539), deutscher Kartäuserprior und Schriftsteller
- Jodocus Andreas Hiltebrandt (1667–1746), deutscher evangelischer Theologe
- Jodok Hösli (* um 1592; † 1637), Schweizer Benediktiner, Abt des Klosters Pfäfers im Kanton St. Gallen
- Jodokus Hodfilter (1500–1551), Bischof von Lübeck
- Jodocus Hondius (1563–1612), flämischer Kartograf
- Jodokus Jost (1589–1657), Schweizer Bauer und Chronist
- Jodocus Kilchmeyer (≈1490–1552), Schweizer Reformator
- Jodok Knab (1593–1658), schweizerischer römisch-katholischer Geistlicher, Stiftspropst in Luzern und Bischof von Lausanne
- Jodocus Koch, bekannt als Justus Jonas der Ältere (1493–1555), deutscher Reformator
- Joost Lagendijk (* 1957), niederländischer Politiker der Partei GroenLinks
- Jodocus Lorichius (1540–1612), deutscher katholischer Theologe und Hochschullehrer, auch Universitätsrektor
- Jodocus Mattenklodt († 1698), deutscher Geschichtsschreiber und Augustinerpater
- Jodok Mörlin (* um 1490; † 1550), Professor für Philosophie sowie Reformator
- Jodocus Hermann Nünning (1675–1753), deutscher Geschichtswissenschaftler und Antiquar
- Jodocus Prüm (1807–1876), deutscher Winzer und Stifter
- Jodocus Schlappal (1793–1837), deutscher Zeichner, Lithograf und Verleger
- Jodocus Stülz (1799–1872), österreichischer Historiker, Geistlicher und Politiker
- Jodocus Donatus Hubertus Temme (1798–1881), deutscher Politiker, Jurist und Schriftsteller
- Jodocus Trutfetter (≈1460–1519), deutscher katholischer Theologe und Philosoph
- Jodokus Wagenhauer (1580–1635), deutscher Weihbischof und Universitätsrektor
- Jodok Friedrich Wilhelm (1797–1843), Vorarlberger Stuckateur und Bildhauer, auch Restaurator, Vergolder und Fassmaler
- Jodocus Willich (1501–1552), ostpreußischer Arzt, Philologe und Universalgelehrter

Form Jobst, Joos, Joost, Jost:
- Joos Ambühl (* 1959), Schweizer Skilangläufer
- Jost Amman (1539–1591), schweizerisch-deutscher Kupferstecher
- Joost Barbiers (1949–2015), niederländischer Bildhauer
- Jost Baum (* 1954), deutscher Lektor und Krimiautor
- Joost de Blank (1908–1968), Geistlicher der Church of England, Erzbischof von Kapstadt und ein Gegner der Apartheid
- Jobst Edmund von Brabeck (1619–1702), Fürstbischof von Hildesheim
- Jobst von Brandt (1517–1570), deutscher Komponist
- Jost Bürgi (1552–1632), schweizerischer Uhrmacher und Astronom
- Joost van der Burg (* 1993), niederländischer Radsportler
- Jobst von Capelle (1920–1998), deutscher Brigadegeneral
- Joos van Cleve (1485–1540), niederländischer Maler
- Joos van Craesbeeck (* um 1605; † zwischen 1654 und 1661), war ein flämischer Maler und Bäcker
- Jost Delbrück (1935–2020), deutscher Völkerrechtler
- Jost Ludwig Dietz (≈1485–1545), aus dem Elsass stammender polnischer Humanist
- Jobst Moritz Droste zu Senden (1666–1754), deutscher Landkomtur des Deutschen Ordens
- Jost Dülffer (* 1943), deutscher Historiker
- Jobst Fricke (* 1930), deutscher Musikwissenschaftler
- Jobst Gogreve (* um 1560; † um 1615), Rechtslehrer an der Universität Helmstedt und mehrfach Bürgermeister von Paderborn
- Jost Gross (1946–2005), Schweizer Politiker
- Jost Hermand (1930–2021), deutscher Literaturwissenschaftler und Kulturhistoriker
- Jobst Hirscht (* 1948), deutscher Leichtathlet
- Jost Hoen (≈1500–1569), deutscher Pädagoge
- Jobst Hilmar von Knigge (1605–1683), kaiserlicher Obrist, Generalfeldmarschall und Kommandant
- Jost Hurler (1918–2003), deutscher Unternehmer
- Jost B. Jonas (* 1958), deutscher Augenarzt und Hochschullehrer
- Joost-Pieter Katoen (* 1964), niederländischer theoretischer Informatiker
- Jobst Kayser-Eichberg (1941–2023), deutscher Unternehmer
- Jost Kobusch (* 1992), deutscher Bergsteiger und Buchautor
- Jobst Landgrebe (* 1970), deutscher Autor, Wissenschaftstheoretiker sowie Unternehmer (u. a. KI)
- Joost Lagendijk (* 1957), niederländischer Politiker der Partei GroenLinks
- Jost Liebmann (1639–1702), deutscher Schutzjude und Hoffaktor am Hof von Brandenburg
- Jost Langhorst (* 1966), deutscher Internist und Gastroenterologe
- Jost Lübben (* 1964), deutscher Journalist
- Joos de Momper (1564–1635), flämischer Maler
- Jost Nickel (Flötist) (1942–2017), deutscher Flötist und Musikpädagoge
- Jost Nickel, Pseudonym von Dietmar Bittrich (* 1958), deutscher Schriftsteller
- Jost Nickel (Sprachforscher) (1968–2009), deutscher Linguist
- Jost Nickel (Schlagzeuger) (* 1970), deutscher Schlagzeuger
- Jost Nolte (1927–2011), deutscher Schriftsteller und Journalist
- Jobst Oetzmann (* 1961), deutscher Filmregisseur und Drehbuchautor
- Jobst Paul (* 1946), deutscher Lehrer sowie Sprach-, Literatur- und Kulturwissenschaftler
- Jost Pieper (* 1972), deutscher Schauspieler
- Jobst Plog (* 1941), deutscher Journalist und Intendant
- Joost Posthuma (* 1981), niederländischer Radrennfahrer
- Joost Reinke (* 1965), deutscher freikirchlicher Theologe, Lehrer, Kommunalpolitiker und Autor
- Jost Ribary (1910–1971), Schweizer Komponist, Kapellmeister, Klarinetten- und Saxophonspieler
- Jobst Rohkamm (1923–1998), deutscher Brigadegeneral
- Jobst Schlennstedt (* 1976), deutscher Schriftsteller
- Joost Schmidt (1893–1948), deutscher Typograf, Maler und Lehrer am Bauhaus
- Jobst Schöne (1931–2021), Bischof der Selbständigen Evangelisch-Lutherischen Kirche
- Jobst Schönfeld (* 1957), deutscher Brigadegeneral
- Jobst Scholten (1644–1721), Ingenieuroffizier, Festungsbaumeister und Oberbefehlshaber der dänischen Armee
- Joost Siedhoff (1926–2022), deutscher Schauspieler
- Jost Christian zu Stolberg-Roßla, sen. (1676–1739), deutscher Standesherr, Regent der Grafschaft Roßla
- Jost Christian zu Stolberg-Roßla, jun. (1722–1749), deutscher Adliger im Militärdienst Russlands und Preußens
- Jost Christian zu Stolberg-Roßla, (1886–1916), deutscher Offizier und Standesherr
- Jost Stollmann (* 1955), deutscher Unternehmer
- Joost Swarte (* 1947), niederländischer Illustrator, Comiczeichner und Designer
- Jost Trier (1894–1970), deutscher Germanist (promovierte über die Verehrung des hl. Jodok und die Verbreitung des Namens)
- Jost Vacano (* 1934), deutscher Kameramann
- Joost van den Vondel (1587–1679), niederländischer Dichter und Dramatiker
- Jobst Wagner (* 1959), Schweizer Unternehmer und Mäzen
- Joos van Wassenhove (≈1410–≈1480), flämischer Maler
- Joos van Winghe (1542/44–1603), flämischer Maler
- Jost Winteler (1846–1929), Schweizer Sprachwissenschafter, Ornithologe und Dichter
- Jost Wischnewski (* 1962), deutscher Bildhauer und Installationskünstler
- Joost Zwagerman (1963–2015), niederländischer Schriftsteller, Essayist und Publizist

Zweitname:
- Willem Jodocus Mattheus Engelberts (1809–1887), niederländischer Genremaler, Radierer und Kunsthändler
- Artur Jost Pfleghar (* 1945), deutscher Maler und Bildhauer
- Wolf Jobst Siedler (1926–2013), deutscher Publizist und Verleger, Sohn des gleichnamigen Diplomaten
- Johann Jodok Singisen (* um 1557; † 1644), Schweizer Benediktinermönch,  1596 bis zu seinem Tod Abt des Klosters Muri
- Kaspar Jodok von Stockalper (1609–1691), Schweizer Politiker und Unternehmer
- Heinrich Jodokus Wolff (1648–1714), deutscher Benediktiner, Prior in der Abtei Brauweiler
- Eberhard Jodocus Weller (1776–1856), hessischer Richter und konservativer Politiker

Pseudonym:
- Jodok, Pseudonym für Hanns von Gumppenberg (1866–1928), deutscher Kabarettist („Die Elf Scharfrichter“)

## Literarische Figuren
- Auszug und Heimkehr des Jodok Fink von Johannes Freumbichler, 1942
- Jodok lässt grüssen von Peter Bichsel, in: Kindergeschichten, 1969
- Alfred Jodocus Kwak, Titelfigur einer Musikfabel von Herman van Veen und einer auf dieser basierenden Zeichentrickserie
- Denke dran Joost aus der Sesamstraße

## Ortsnamen
- Saint-Josse-sur-Mer, Département Pas-de-Calais, Frankreich
- Saint-Judoce, Département Côtes-d’Armor, Frankreich
- Saint-Josse-ten-Noode/Sint-Joost-ten-Node, selbständige Gemeinde in der Region Brüssel-Hauptstadt
- St. Jodok am Brenner, Ortsteil der Gemeinden Schmirn und Vals in Tirol
- Sankt Joost, Ortsteil der Gemeinde Wangerland
- St. Joost, Gemeinde Stinstedt, Niedersachsen
- St. Jost, Gemeinde Langenfeld (Eifel)
- Jobst, Ortsteil von Bad Blumau, Steiermark
- Jostberg, Anhöhe in Bielefeld
- Josthöhe und Jostweg in Hamburg
- St. Jobs, Ortsteil von Broichweiden in Würselen

## Kirchen
siehe Jodokuskirche